# Hans Witdoeck
Hans Witdoeck ou Jan Witdoeck est un graveur, dessinateur et marchand d'art flamand du XVIIe siècle.

## Biographie

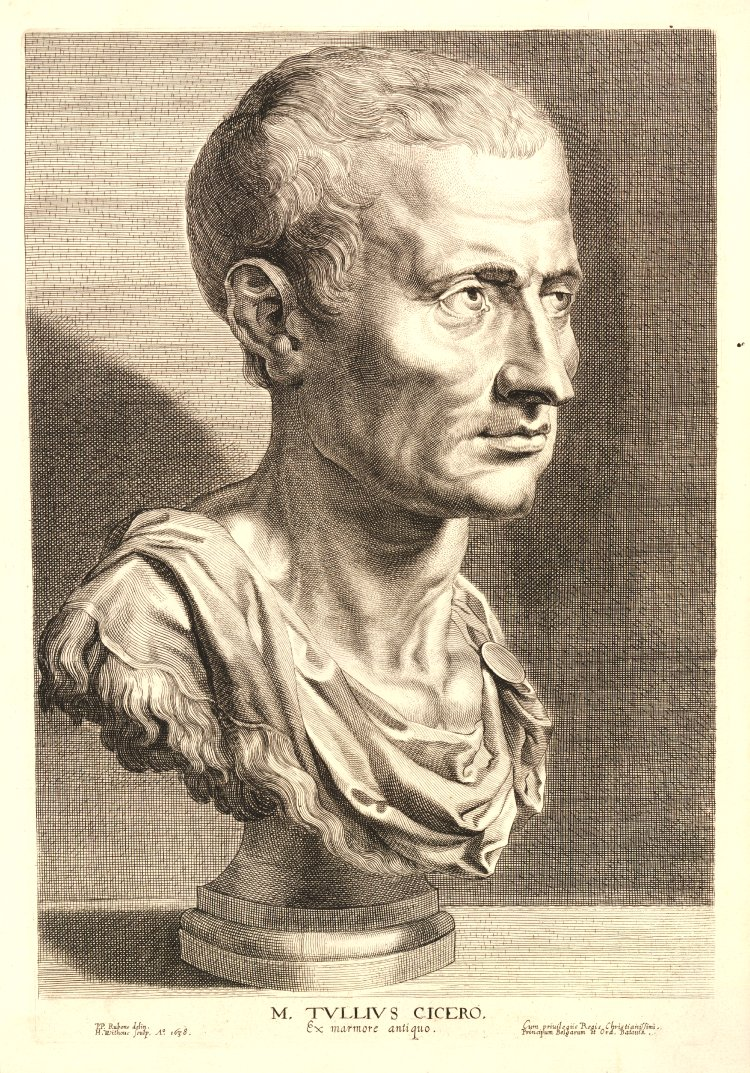
M. Tullius Cicero, dans Douze Hommes grecs et romains célèbres, d'après Rubens (1638).

Il est élève du graveur Lucas Vorsterman en 1630-1631 et un an plus tard est enregistré comme graveur et marchand dans la guilde de Saint-Luc d'Anvers. Il travaille avec le peintre Cornelis Schut I jusqu'en 1635 et réalise de nombreuses gravures après l'œuvre de Schut.
À partir de 1635, il travaille pour Rubens, et est le dernier des graveurs reproducteurs à travailler pour le grand maître.